# 東京 (浜田省吾の曲)
「東京」（とうきょう）は、1980年10月21日に発売された浜田省吾の11枚目のシングル。

## 概要
6枚目のアルバム『Home Bound』と同時発売された。
「東京」に関して、発表当時ムッシュかまやつに歌詞の内容について酷評されたというエピソードがある。浜田によると、この曲は当時ヒットしていた沢田研二の「TOKIO」に対するアンサー・ソングで、「TOKIO」は東京の華やかな一面を歌っているのに対して、「東京」はダーク・サイドを歌っている。地方出身ミュージシャンにとっての東京ソングである。
「火薬のように」は長年CD化されていないが現在は配信で入手可能。メロディは山口百恵に提供した「愛のTWILIGHT TIME」と同じで、歌詞を浜田本人が手掛けセルフカバーした。
1989年3月21日、CBS・ソニー発足20周年企画「Platinum Single Series」で過去に発売されたアナログシングルから本作がピックアップされ8cmCDシングル化された。その際、10thシングル「明日なき世代」との両A面シングルとなった。詳細は「明日なき世代/東京（再発シングル）」参照。

## 収録曲
| 全作詞・作曲: 浜田省吾、全編曲: 水谷公生。 |                  |          |            |      |
| #                                          | タイトル         | 作詞     | 作曲・編曲 | 時間 |
| 1.                                         | 「東京」         | 浜田省吾 | 浜田省吾   | 4:43 |
| 2.                                         | 「火薬のように」 | 浜田省吾 | 浜田省吾   | 2:38 |
| 合計時間:                                  | 合計時間:        | 7:21     |            |      |

## 参加ミュージシャン
| 東京 - Drums：Mike Baird - Bass：John Pierce - Guitar：Steve Lukather, Steve Sykes - Acoustic Piano：Nicky Hopkins - Synthesizer：Michael Boddicker - Percussion：Lenny Castro - Chorus：町支寛二 - Solo Guitar：Steve Lukather | 火薬のように - Drums：Mike Baird - Bass：John Pierce - Guitar：Steve Sykes, Mark Goldenberg - 12st. Guitar：Mark Goldenberg - Acoustic Piano：Nicky Hopkins - Hammond Organ：Greg Mathieson - Harmonica：Tom Morgan - Chorus：浜田省吾, 町支寛二 |